# Lễ hội Ba Lan tại Wisconsin

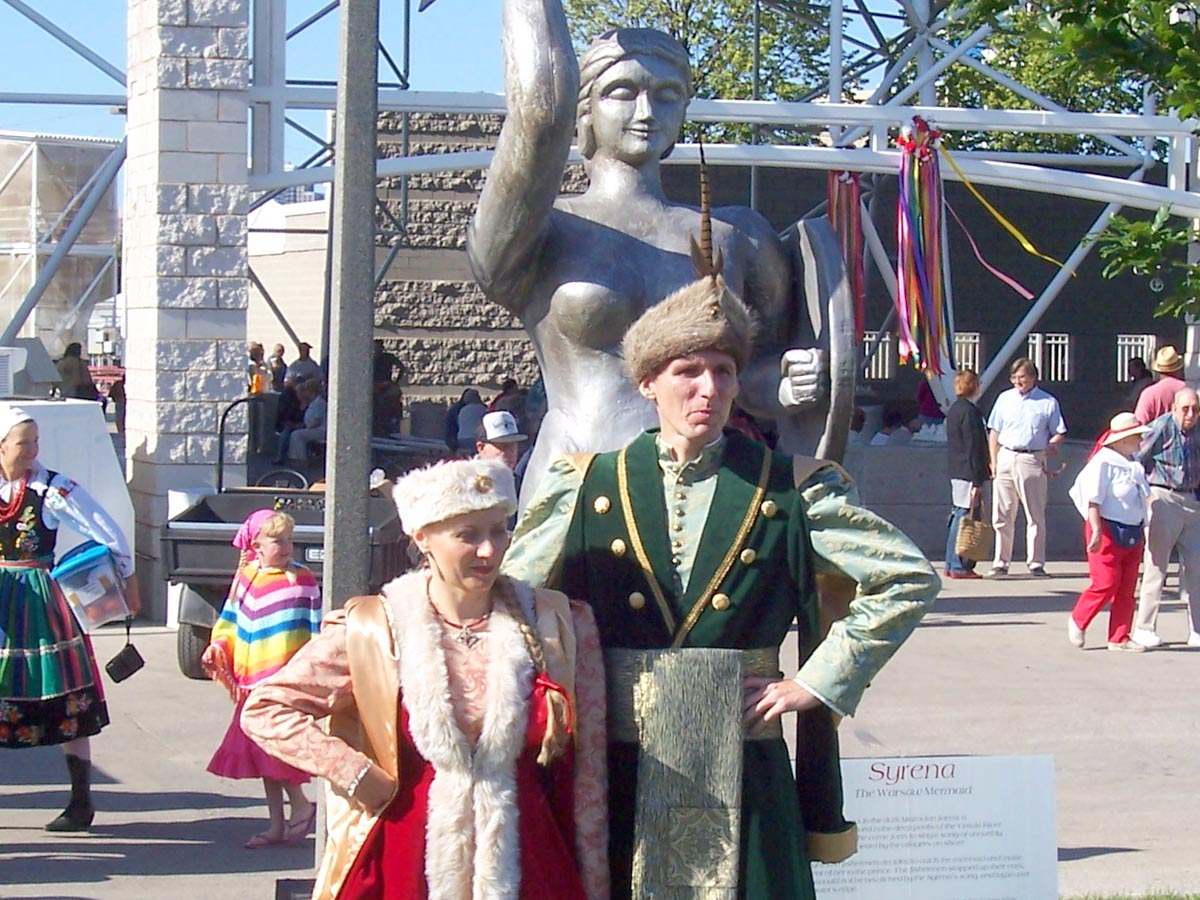
Một cặp đôi trong trang phục kontusz đang tạo dáng trước biểu tượng nàng tiên cá Warsaw.

Lễ hội Ba Lan tại Wisconsin, là một lễ hội văn hóa dân tộc được tổ chức thường niên tại Công viên Lễ hội Henry Maier ở Milwaukee, Wisconsin, và được thành lập vào năm 1982. Đây là một trong những lễ hội Ba Lan lớn nhất tại Hoa Kỳ. Hàng năm, lễ hội thu hút nhiều người Mỹ gốc Ba Lan từ khắp Wisconsin và từ thành phố Chicago lân cận. Mọi người tham gia lễ hội nhằm tôn vinh văn hóa Ba Lan thông qua âm nhạc, ẩm thực và giải trí.
Sự kiện này, cùng với Summerfest và nhiều lễ hội văn hóa khác được tổ chức khắp thành phố, mang đến cho Milwaukee danh hiệu "Thành phố của những Lễ hội."

## Lịch sử
Vào khoảng năm 1905, dân cư của thành phố Milwaukee gốc Ba Lan, là nhóm dân tộc lớn thứ hai trong cộng đồng, chỉ đứng sau người Đức. Cộng đồng dân cư Milwaukee gốc Ba Lan đã xây dựng một trung tâm thường trực để xúc tiến xã hội và văn hóa. Tháng 8, năm 2000, một trung tâm văn hóa của Ba Lan đã được mở tại Franklin, Wisconsin.
Kể từ năm 1999, lễ hội Ba Lan tại Wisconsin đã mở ra Cuộc thi Piano Chopin Thanh niên, dành cho các nghệ sĩ piano trẻ không chuyên, ở hai nhóm tuổi: Nhóm thiếu niên từ 14 trở xuống và nhóm thanh thiếu niên từ 15 đến 18 tuổi.
Do ảnh hưởng của Đại dịch COVID - 19 toàn cầu, nên Lễ hội Ba Lan lần thứ 39 tại Wisconsin đã bị hủy. Lễ hội lần thứ 39 sẽ được lùi lại và tổ chức vào năm 2021.